# Key 10th Memorial Fes Anniversary CD
Key 10th Memorial Fes Anniversary CD là một album remix được sản xuất dưới nhãn hiệu thu âm Key Sounds Label vào ngày 28 tháng 2 năm 2009. Album được được phát hành tại Key 10th Memorial Fes, một sự kiện do chi nhánh phát triển tiểu thuyết ảo Key thuộc Visual Art's đăng cai và tổ chức, diễn ra ngày 28 tháng 2 và 1 tháng 3 năm 2009 để kỷ niệm 10 năm công ty thành lập. Hai album phối lại được phát hành vào ngày đầu tiên của sự kiện chứa các bản nhạc phối lại của các tiểu thuyết ảo của Key. Nhạc trên các album chủ yếu được Shinji Orito, Magome Togoshi, Takumaru, Manack, Manyo, và PMMK phối lại.

## Danh sách bài hát
| Đĩa 1 | Đĩa 1 | Đĩa 1                                       | Đĩa 1       | Đĩa 1      |
| STT   | Nhan đề | Phổ nhạc                                    | Arrangement | Thời lượng |
| ----- | --- | ------------------------------------------- | ----------- | ---------- |
| 1.    | "Yakusoku ～ Fuyu no Hanabi" (約束～冬の花火 Lời hứa ～ Pháo hoa mùa đông; trong Kanon)                                                     | Shinji Orito, Jun Maeda                     | Takumaru    | 5:46       |
| 2.    | "Kaisōroku ～ Natsukage" (回想録～夏影 Hồi tưởng ～ Ánh sáng mùa hè; trong Air)                                                             | Magome Togoshi, Jun Maeda                   | Manack      | 6:16       |
| 3.    | "Negai ga Kanau Basho" (願いが叶う場所 Nơi điều ước thành sự thật) (thể hiện bởi Aya Sōma; trong Clannad)                                   | Jun Maeda                                   | Manyo       | 5:53       |
| 4.    | "Love Song ～ Memories" (Thể hiện bởi Annabel, Kaori Furukawa, Takashi Kamijō, Kazue, Marie (tất cả chỉ hát điệp khúc); trong Tomoyo After) | Jun Maeda                                   | Manyo       | 6:26       |
| 5.    | "Gentle Jena" (trong Planetarian) | Magome Togoshi, Shinji Orito (người ghi âm) | PMMK        | 4:29       |

| Đĩa 2            | Đĩa 2                                               | Đĩa 2            | Đĩa 2                      | Đĩa 2      |
| STT              | Nhan đề                                             | Phổ nhạc         | Arrangement                | Thời lượng |
| ---------------- | --------------------------------------------------- | ---------------- | -------------------------- | ---------- |
| 1.               | "Pure Snows"                                        | Shinji Orito     | Magome Togoshi             | 4:22       |
| 2.               | "Morning Lights" (朝影 Asakage)                     | Shinji Orito     | Magome Togoshi             | 5:26       |
| 3.               | "A Sunny City" (日溜りの街 Hidamari no Machi)       | Shinji Orito     | Magome Togoshi             | 5:47       |
| 4.               | "Winter Fireworks" (冬の花火 Fuyu no Hanabi)        | Jun Maeda        | Shinji Orito               | 3:41       |
| 5.               | "Little fragments"                                  | Shinji Orito     | Magome Togoshi             | 4:22       |
| 6.               | "A Newborn Wind" (生まれたての風 Umaretate no Kaze) | Shinji Orito     | Magome Togoshi             | 4:39       |
| 7.               | "Summer Lights" (夏影 Natsukage)                    | Jun Maeda        | OdiakeS                    | 3:17       |
| 8.               | "Ladybug" (てんとう虫 Tentōmushi)                   | Magome Togoshi   | Kazuya Takase (I've Sound) | 5:21       |
| 9.               | "Splashing Water" (跳ね水 Hanemizu)                 | Shinji Orito     | Magome Togoshi             | 4:45       |
| 10.              | "Twin Stars" (双星 Sōsei)                           | Magome Togoshi   | Wakana                     | 5:20       |
| 11.              | "Nocturne" (夜想 Yasō)                              | Magome Togoshi   | Shinji Orito               | 4:14       |
| Tổng thời lượng: | Tổng thời lượng:                                    | Tổng thời lượng: | Tổng thời lượng:           | 80:04      |